# Davor Aras
Davor Aras (Split, 27. listopada 1933. – Zadar, 14. veljače 2025.), bio je hrvatski političar. 

## Životopis
Rođen je u Splitu 1933. godine. Radio je u Zavodu za povijesne znanosti JAZU-a u Zadru. Prvo je bio knjižničar, a kasnije tajnik i stručni suradnik od kolovoza 1963. do 14. lipnja 1974. g., kada ga je komunistički režim u vrijeme sječe hrvatskih proljećara kao proturežimskog političkog aktivista na političkoj osnovi osudio na 6 i pol godina zatvora. Kaznu je izdržavao u Lepoglavi.
Bio je među članovima Inicijativnog kruga HDZ-a, i među "osnivačima" i "barakašima". 1990-ih je godina bio zastupnik u Hrvatskom državnom saboru i predsjednik gradskog vijeća Grada Zadra. 
U Sanaderovim čistkama HDZ-a, Aras je izbrisan iz članstva 2004. godine. Kako je ustvrdio ondašnji potpredsjednik Gradskog vijeća, Aras je isključen temeljem »montiranog ekscesa«. Isključen je odlukom stranačkog vrha po žurnom procesu, telefonski, "tako što su pojedinačno nazivani članovi Gradskog odbora HDZ-a te je od njih zatraženo da budu za automatsko isključenje".
Aras se tih godina vodio kao čuvar lika i djela generala Ante Gotovine. Nakon izbacivanja iz HDZ-a, sudjelovao je na lokalnim izborima sa svojom nezavisnom listom. Na parlamentarnim izborima 2007. bio je drugi na listi Jedino Hrvatske u 9. izbornoj jedinici za Zastupnički dom u Hrvatskom saboru.
Bio je suprug Tereze Ganze Aras.